# It Would Be So Nice
«It Would Be So Nice» és una cançó de l'any 1968 del grup anglès Pink Floyd, escrita pel teclista i cantant Richard Wright. Va ser editada com el quart senzill del grup.
La cançó es va quedar fora de la col·lecció de 1971 Relics i abans de la publicació de The Early Singles el 1992 en el box set Shine On, només estava disponible a la compilació Masters of Rock. La seva cara-B, «Julia Dream», va ser escrita pel baixista Roger Waters (que va anar, gradualment, realitzant la transició al seu eventual paper com a compositor i vocalista predominant) que també es va reeditar en els The Early Singles.

## Versions i edicions
Llista de versions i albums amb It Would Be So Nice (Q1051833).
| Registre                        | Intèrpret  | Enregistrat | Producció              | Temps | Àlbum                             | Pista  | Publicat   | Segell           | Formats         | Dades a Wikidata              |
| ------------------------------- | ---------- | ----------- | ---------------------- | ----- | --------------------------------- | ------ | ---------- | ---------------- | --------------- | ----------------------------- |
| It Would Be So Nice (album)     | Pink Floyd |             | Norman Smith           |       | The Early Singles                 | 07     | 24-11-1992 | EMI              |                 | Modifica les dades a Wikidata |
| It Would Be So Nice (single)    | Pink Floyd |             | Norman Smith           |       | It Would Be So Nice / Julia Dream | Cara A | abr-1968   |                  |                 | Modifica les dades a Wikidata |
| It Would Be So Nice (album)     | Pink Floyd |             | Norman Smith, Joe Boyd |       | The Best of The Pink Floyd        | 7      | jul-1970   | EMI              |                 | Modifica les dades a Wikidata |
| It Would Be So Nice (7″ single) | Pink Floyd |             | Norman Smith           | 3:39  | It Would Be So Nice / Julia Dream | Cara A | 12-04-1968 | Columbia Records | 45 RPM 7" vinyl | Modifica les dades a Wikidata |

∑ 4 items.

## Crèdits
- Rick Wright: veu principal, piano, orgue, mellotron
- David Gilmour: guitarra rítmica, cors
- Roger Waters: baix, cors
- Nick Mason: bateria